# Моконези
Моконези (итал. Moconesi) — коммуна в Италии, располагается в регионе Лигурия, в провинции Генуя.
Население составляет 2648 человек (2008 г.), плотность населения составляет 163 чел./км². Занимает площадь 16 км². Почтовый индекс — 16047. Телефонный код — 0185.
Покровителем населённого пункта считается святой Sacro Cuore di Gesù.

## Демография
Динамика населения:

## Администрация коммуны
- Официальный сайт: